# A Vasas SC 2006–2007-es szezonja
A Vasas SC 2006–2007-es szezonja szócikk a Vasas SC első számú férfi labdarúgócsapatának egy szezonjáról szól, mely sorozatban a 3., és összességében pedig a 79. szezonja a csapatnak. A klub fennállásának ekkor volt a 95. évfordulója.

## Mérkőzések
| Színmagyarázat | Színmagyarázat |
| -------------- | -------------- |
|                | Győzelem.      |
|                | Döntetlen.     |
|                | Vereség.       |

### Borsodi Liga 2006–07

#### Őszi fordulók
| 1. forduló 2006. július 29. 20:00 |

| Kaposvári Rákóczi                      | 0 – 1               | Vasas                                                              |
| -------------------------------------- | ------------------- | ------------------------------------------------------------------ |
| Szakály 3' Vasiljević 47' Andruskó 69' | (0 – 0) Jegyzőkönyv | Tóth 60' Németh 28' Mogyoróssy 32′ Pandur 68' Németh 85' Lázok 89' |

| Rákóczi Stadion, Kaposvár Nézőszám: 2 000 Játékvezető: Mészáros István (magyar) |

| 2. forduló 2006. augusztus 5. 20:00 |

| Vasas                              | 2 – 2               | Dunakanyar-Vác                                                    |
| ---------------------------------- | ------------------- | ----------------------------------------------------------------- |
| Kincses 17' 45' Tóth 39' Lázok 41' | (2 – 0) Jegyzőkönyv | Palásthy 81' (11-esből) 85' Gáspár 90+2' Kovács 45' Svintek 90+3' |

| Illovszky Rudolf Stadion, Budapest Nézőszám: 4 000 Játékvezető: Sápi Csaba (magyar) |

| 3. forduló 2006. augusztus 21. 18:00 |

| Debreceni VSC                            | 3 – 0               | Vasas |
| ---------------------------------------- | ------------------- | ----- |
| Halmosi 9' Éger 66' (11-esből) Virág 90' | (1 – 0) Jegyzőkönyv |       |

| Oláh Gábor utcai stadion, Debrecen Nézőszám: 7 000 Játékvezető: Arany Tamás (magyar) |

| 4. forduló 2006. augusztus 28. 18:00 |

| Vasas                                                                    | 2 – 0               | FC Tatabánya                                             |
| ------------------------------------------------------------------------ | ------------------- | -------------------------------------------------------- |
| Németh 60' (11-esből) Pandur 89' 89' Unierzyski 36' Pintér 39' Balog 78' | (0 – 0) Jegyzőkönyv | Bakrać 15' Kouemaha 39' Jezdimirović 42′, 60′ Filó 90+2' |

| Illovszky Rudolf Stadion, Budapest Nézőszám: 1 800 Játékvezető: Iványi Zoltán (magyar) |

| 5. forduló 2006. szeptember 9. 19:00 |

| FC Fehérvár            | 2 – 0               | Vasas                           |
| ---------------------- | ------------------- | ------------------------------- |
| Mohl 40' 30' Fehér 66' | (1 – 0) Jegyzőkönyv | Kincses 23' Németh 30' Tóth 56' |

| Sóstói Stadion, Székesfehérvár Nézőszám: 3 000 Játékvezető: Solymosi Péter (magyar) |

| 6. forduló 2006. szeptember 16. 15:00 |

| Vasas     | 1 – 5               | MTK Budapest                                                           |
| --------- | ------------------- | ---------------------------------------------------------------------- |
| Skita 63' | (0 – 2) Jegyzőkönyv | Kanta 4' 33' Hrepka 28' Németh 65' 84' 87' Rodenbücher 30' Horváth 70' |

| Illovszky Rudolf Stadion, Budapest Nézőszám: 1 800 Játékvezető: Kassai Viktor (magyar) |

| 7. forduló 2006. szeptember 22. 19:00 |

| Diósgyőr                                      | 1 – 2               | Vasas                                           |
| --------------------------------------------- | ------------------- | ----------------------------------------------- |
| Szögedi 50' Sipeki 32' Elek 40' Mogyorósi 46' | (0 – 1) Jegyzőkönyv | Unierzyski 30' 86' Tóth 51' Lázok 45' Fehér 83' |

| DVTK-stadion, Miskolc Nézőszám: 2 500 Játékvezető: Szabó Zsolt (magyar) |

| 8. forduló 2006. szeptember 29. 19:00 |

| Vasas                        | 3 – 2               | Győri ETO                                             |
| ---------------------------- | ------------------- | ----------------------------------------------------- |
| Kincses 26' Németh 60' 90+3' | (1 – 0) Jegyzőkönyv | Bajzát 48' 66' Granát 34' Müller 49′, 90+2′ Szabó 65' |

| Illovszky Rudolf Stadion, Budapest Nézőszám: 1 000 Játékvezető: Andó-Szabó Sándor (magyar) |

| 9. forduló 2006. október 16. 18:00 |

| Újpest                  | 2 – 0               | Vasas                            |
| ----------------------- | ------------------- | -------------------------------- |
| Rajczi 59' Kovács 90+2' | (0 – 0) Jegyzőkönyv | Tóth 63' Kincses 70' Fehér 90+1' |

| Szusza Ferenc Stadion, Budapest Nézőszám: 3 456 Játékvezető: Mészáros István (magyar) |

| 10. forduló 2006. október 21. 18:00 |

| Vasas                     | 1 – 0               | Rákospalotai EAC                      |
| ------------------------- | ------------------- | ------------------------------------- |
| Németh 90+2' Ködöböcz 60' | (0 – 0) Jegyzőkönyv | Polonkai 31' Pusztai 60′ Földvári 88' |

| Illovszky Rudolf Stadion, Budapest Nézőszám: 1 500 Játékvezető: Szilasi Szabolcs (magyar) |

| 11. forduló 2006. október 30. 18:00 |

| Zalaegerszegi TE                 | 1 – 0               | Vasas               |
| -------------------------------- | ------------------- | ------------------- |
| Fehér 58' (öngól) Ljubojević 89' | (0 – 0) Jegyzőkönyv | Nagy 12' Pandur 29' |

| ZTE Aréna, Zalaegerszeg Nézőszám: 4 500 Játékvezető: Solymosi Péter (magyar) |

| 12. forduló 2006. november 4. 17:00 |

| Vasas      | 0 – 0               | FC Sopron                  |
| ---------- | ------------------- | -------------------------- |
| Pintér 52' | (0 – 0) Jegyzőkönyv | Ankamah 56' Magasföldi 81' |

| Illovszky Rudolf Stadion, Budapest Nézőszám: 500 Játékvezető: Pánczél Krisztián (magyar) |

| 13. forduló 2006. november 11. 17:00 |

| Pécsi MFC                            | 2 – 1               | Vasas                                  |
| ------------------------------------ | ------------------- | -------------------------------------- |
| Kulcsár 24' 72' Lantos 33' Győri 78' | (1 – 0) Jegyzőkönyv | Tóth 90+2' 84' Ködöböcz 24' Kovács 51' |

| PMFC Stadion, Pécs Nézőszám: 1 000 Játékvezető: Bede Ferenc (magyar) |

| 14. forduló 2006. november 17. 18:00 |

| Vasas               | 0 – 1               | Paksi FC                                                              |
| ------------------- | ------------------- | --------------------------------------------------------------------- |
| Kincses 9' Bali 61' | (0 – 0) Jegyzőkönyv | Zováth 74' 30' Molnár 33' Barics 44' Fehér 54' Buzás 56' Mészáros 85' |

| Illovszky Rudolf Stadion, Budapest Nézőszám: 1 200 Játékvezető: Vad II. István (magyar) |

| 15. forduló 2006. november 27. 18:00 |

| Budapest Honvéd | 0 – 1               | Vasas                          |
| --------------- | ------------------- | ------------------------------ |
| Pomper 85'      | (0 – 0) Jegyzőkönyv | Németh 74' Pandur 12' Nagy 47' |

| Béke téri stadion, Budapest Nézőszám: 500 Játékvezető: Török Károly (magyar) |

| 16. forduló 2006. december 2. 15:00 |

| Vasas                                              | 1 – 0               | Kaposvári Rákóczi                       |
| -------------------------------------------------- | ------------------- | --------------------------------------- |
| Lázok 61' Pintér 45' Nagy 63' Kiss 71' Skita 90+3' | (0 – 0) Jegyzőkönyv | Grúz 39' Zahorecz 74' Kovácsevics 90+3′ |

| Illovszky Rudolf Stadion, Budapest Nézőszám: 400 Játékvezető: Solymosi Péter (magyar) |

| 17. forduló 2006. december 11. 18:00 |

| Dunakanyar-Vác                  | 0 – 1               | Vasas               |
| ------------------------------- | ------------------- | ------------------- |
| Kovács 35' Laskai 69' Kunzo 73' | (0 – 1) Jegyzőkönyv | Pandur 43' Tóth 61' |

| Ligeti Stadion, Vác Nézőszám: 200 Játékvezető: Gergely Sándor (magyar) |

#### Tavaszi fordulók
| 18. forduló 2007. február 23. 19:00 |

| Vasas                                          | 0 – 1               | Debreceni VSC                       |
| ---------------------------------------------- | ------------------- | ----------------------------------- |
| Unierzyski 24' Piller 52' Lázok 66' Pintér 80' | (0 – 0) Jegyzőkönyv | Tchana 85' Sidibe 27' Dzsudzsák 64' |

| Illovszky Rudolf Stadion, Budapest Nézőszám: 600 Játékvezető: Andó-Szabó Sándor (magyar) |

- A jegyzőkönyvből nem derül ki a gólszerző.

| 19. forduló 2007. március 3. 15:00 |

| FC Tatabánya          | 1 – 3               | Vasas                                              |
| --------------------- | ------------------- | -------------------------------------------------- |
| Szőke 28' Megyesi 26' | (1 – 1) Jegyzőkönyv | Kenesei 42' 38' Lázok 78' Kincses 90+3' Pintér 63' |

| Városi Stadion, Tatabánya Nézőszám: 1 500 Játékvezető: Mészáros István (magyar) |

| 20. forduló 2007. március 9. 19:00 |

| Vasas                                         | 2 – 2               | FC Fehérvár                              |
| --------------------------------------------- | ------------------- | ---------------------------------------- |
| Kenesei 19' Németh 57' 16' Fehér 26' Tóth 30' | (1 – 0) Jegyzőkönyv | Horváth 56' 22' Vieira 59' 59' Dvéri 65' |

| Illovszky Rudolf Stadion, Budapest Nézőszám: 1 000 Játékvezető: Gergely Sándor (magyar) |

| 21. forduló 2007. március 19. 18:00 |

| MTK Budapest                                                     | 2 – 2               | Vasas                          |
| ---------------------------------------------------------------- | ------------------- | ------------------------------ |
| Kanta 39' (11-esből) Bori 53' Pollák 62' Balogh 89' Németh 90+1' | (1 – 0) Jegyzőkönyv | Kovács 58' Bali 85' Pintér 75' |

| Hidegkuti Nándor Stadion, Budapest Nézőszám: 1 000 Játékvezető: Fábián Mihály (magyar) |

| 22. forduló 2007. március 31. 16:00 |

| Vasas         | 2 – 2               | Diósgyőr                         |
| ------------- | ------------------- | -------------------------------- |
| Lázok 60' 77' | (0 – 0) Jegyzőkönyv | Douva 79' Halgas 89' Haman 90+1' |

| Illovszky Rudolf Stadion, Budapest Nézőszám: 3 000 Játékvezető: Berger József (magyar) |

| 23. forduló 2007. április 7. 14:30 |

| Győri ETO  | 0 – 2               | Vasas                |
| ---------- | ------------------- | -------------------- |
| Tokody 65' | (0 – 2) Jegyzőkönyv | Kenesei 7' Lázok 38' |

| ETO Park, Győr Nézőszám: 4 400 Játékvezető: Szilasi Szabolcs (magyar) |

| 24. forduló 2007. április 13. 19:00 |

| Vasas       | 1 – 2               | Újpest                |
| ----------- | ------------------- | --------------------- |
| Kincses 54' | (0 – 2) Jegyzőkönyv | Sándor 36' Kovács 37' |

| Illovszky Rudolf Stadion, Budapest Nézőszám: 4 500 Játékvezető: Iványi Zoltán (magyar) |

| 25. forduló 2007. április 21. 17:00 |

| Rákospalotai EAC                                          | 1 – 3               | Vasas                         |
| --------------------------------------------------------- | ------------------- | ----------------------------- |
| Torma 86' (11-esből) Somorjai 18' Horváth 37' Kapcsos 58′ | (0 – 1) Jegyzőkönyv | Lázok 45' Pandur 64' Kiss 87' |

| Budai II László Stadion, Budapest Nézőszám: 1 000 Játékvezető: Bede Ferenc (magyar) |

| 26. forduló 2007. április 28. 16:00 |

| Vasas                                          | 4 – 0               | Zalaegerszegi TE                                   |
| ---------------------------------------------- | ------------------- | -------------------------------------------------- |
| Lázok 20' 69' Németh 28' Kincses 64' Fehér 37' | (2 – 0) Jegyzőkönyv | Kocsárdi 21' Molnár 21′ Simonfalvi 45' Waltner 49' |

| Illovszky Rudolf Stadion, Budapest Nézőszám: 1 500 Játékvezető: Fábián Mihály (magyar) |

- A jegyzőkönyv nem tünteti fel a gólszerzőket.

| 27. forduló 2007. május 5. 18:00 |

| FC Sopron                            | 1 – 0               | Vasas                  |
| ------------------------------------ | ------------------- | ---------------------- |
| Magasföldi 74' Sira 64' Dragomir 85' | (0 – 0) Jegyzőkönyv | Kovács 8' Pintér 90+2' |

| Káposztás utcai Stadion, Sopron Nézőszám: 2 500 Játékvezető: Gergely Sándor (magyar) |

- A jegyzőkönyv nem tünteti fel a gólszerzőt.

| 28. forduló 2007. május 12. 18:00 |

| Vasas                                                | 3 – 3               | Pécsi MFC                                     |
| ---------------------------------------------------- | ------------------- | --------------------------------------------- |
| Kenesei 20' Lázok 63' Pandur 71' Pintér 38' Tóth 72' | (1 – 2) Jegyzőkönyv | Pest 17' 33' Kulcsár 88' Dienes 24' Finta 50' |

| Illovszky Rudolf Stadion, Budapest Nézőszám: 1 500 Játékvezető: Szilasi Szabolcs (magyar) |

| 29. forduló 2007. május 19. 18:00 |

| Paksi FC                                                                         | 4 – 2               | Vasas                                                        |
| -------------------------------------------------------------------------------- | ------------------- | ------------------------------------------------------------ |
| Buzás 24' (11-esből) Heffler 42' Horváth 68' Belényesi 72' Tamási 15' Molnár 30' | (2 – 0) Jegyzőkönyv | Nagy 71' Kincses 87' Pintér 20′, 22′ Balog 23' Kenesei 90+2' |

| Fehérvári úti stadion, Paks Nézőszám: 1 500 Játékvezető: Bede Ferenc (magyar) |

| 30. forduló 2007. május 25. 19:00 |

| Vasas                                                                               | 3 – 1               | Budapest Honvéd                            |
| ----------------------------------------------------------------------------------- | ------------------- | ------------------------------------------ |
| Kenesei 5' Németh 21' (11-esből) Nagy 66' 73' Unierzyski 31' Fehér 67' Odrobéna 86' | (2 – 0) Jegyzőkönyv | Bogdanović 65' Schindler 21' Debreceni 28' |

| Illovszky Rudolf Stadion, Budapest Nézőszám: 2 000 Játékvezető: Kassai Viktor (magyar) |

#### A bajnokság végeredménye
| #  | Csapat            | J  | Gy | D  | V  | Rg | Kg | Gk  | P  | Megjegyzés      |
| -- | ----------------- | -- | -- | -- | -- | -- | -- | --- | -- | --------------- |
| 1  | Debreceni VSC     | 30 | 22 | 3  | 5  | 63 | 21 | +42 | 69 | Bajnokok ligája |
| 2  | MTK Budapest      | 30 | 19 | 4  | 7  | 61 | 33 | +28 | 61 | UEFA-kupa       |
| 3  | Zalaegerszegi TE  | 30 | 17 | 4  | 9  | 54 | 38 | +16 | 55 |                 |
| 4  | Újpest            | 30 | 15 | 4  | 11 | 39 | 32 | +7  | 46 | [ 3 ]           |
| 5  | Vasas             | 30 | 13 | 6  | 11 | 43 | 41 | +2  | 45 |                 |
| 6  | FC Fehérvár       | 30 | 13 | 5  | 12 | 45 | 43 | +2  | 44 |                 |
| 7  | Kaposvári Rákóczi | 30 | 12 | 5  | 13 | 40 | 36 | +4  | 41 |                 |
| 8  | Budapest Honvéd   | 30 | 11 | 8  | 11 | 48 | 43 | +5  | 41 | UEFA-kupa       |
| 9  | Diósgyőr          | 30 | 11 | 5  | 14 | 40 | 52 | -12 | 38 |                 |
| 10 | FC Sopron         | 30 | 11 | 4  | 15 | 33 | 46 | -13 | 37 |                 |
| 11 | Paksi FC          | 30 | 10 | 7  | 13 | 34 | 38 | -4  | 37 |                 |
| 12 | FC Tatabánya      | 30 | 11 | 3  | 16 | 46 | 58 | -12 | 36 |                 |
| 13 | Győri ETO         | 30 | 9  | 8  | 13 | 37 | 43 | -6  | 35 |                 |
| 14 | Rákospalotai EAC  | 30 | 9  | 7  | 14 | 42 | 55 | -13 | 34 |                 |
| 15 | Pécsi MFC         | 30 | 7  | 12 | 11 | 31 | 41 | -10 | 33 | Kieső           |
| 16 | Dunakanyar-Vác    | 30 | 4  | 7  | 19 | 21 | 57 | -36 | 19 | Kieső           |

1. ↑  A Bajnokok Ligája selejtezőjének második körébe jut
2. ↑  Az UEFA-kupa selejtezőjének első fordulójába jut
3. ↑  az Újpest FC 3 pont levonást kapott
4. ↑  Az UEFA-kupa selejtezőjének első fordulójába jut (Magyar Kupa győztesként)

#### Eredmények összesítése
Az alábbi táblázatban összesítve szerepelnek a Vasas SC 2006/07-es bajnokságban elért eredményei.
| Ősz/tavasz (forduló)    | Otthon | Otthon | Otthon | Otthon | Otthon | Otthon | Otthon | Idegenben | Idegenben | Idegenben | Idegenben | Idegenben | Idegenben | Idegenben |
| Ősz/tavasz (forduló)    | M      | GY     | D      | V      | LG–KG  | GK     | P      | M         | GY        | D         | V         | LG–KG     | GK        | P         |
| ----------------------- | ------ | ------ | ------ | ------ | ------ | ------ | ------ | --------- | --------- | --------- | --------- | --------- | --------- | --------- |
| Őszi szezon (1–15.)     | 8      | 4      | 2      | 2      | 10–10  | 0      | 14     | 9         | 4         | 0         | 5         | 6–11      | –5        | 12        |
| Tavaszi szezon (16–30.) | 7      | 2      | 3      | 2      | 15–11  | +4     | 9      | 6         | 3         | 1         | 2         | 12–9      | +3        | 10        |
| Összesen (1–30.)        | 15     | 6      | 5      | 4      | 25–21  | +4     | 23     | 15        | 7         | 1         | 7         | 18–20     | –2        | 22        |

#### Helyezések fordulónként
| Forduló  | 1  | 2 | 3  | 4  | 5 | 6  | 7  | 8  | 9 | 10 | 11 | 12 | 13 | 14 | 15 | 16 | 17 | 18 | 19 | 20 | 21 | 22 | 23 | 24 | 25 | 26 | 27 | 28 | 29 | 30 |
| -------- | -- | - | -- | -- | - | -- | -- | -- | - | -- | -- | -- | -- | -- | -- | -- | -- | -- | -- | -- | -- | -- | -- | -- | -- | -- | -- | -- | -- | -- |
| Helyszín | I  | O | I  | O  | I | O  | I  | O  | I | O  | I  | O  | I  | O  | I  | O  | I  | O  | I  | O  | I  | O  | I  | O  | I  | O  | I  | O  | I  | O  |
| Eredmény | GY | D | V  | GY | V | V  | GY | GY | V | GY | V  | D  | V  | V  | GY | GY | GY | V  | GY | D  | D  | D  | GY | V  | GY | GY | V  | D  | V  | GY |
| Helyezés | 7  | 5 | 10 | 6  | 8 | 10 | 8  | 6  | 8 | 6  | 8  | 7  | 8  | 11 | 9  | 7  | 7  | 7  | 7  | 6  | 6  | 7  | 5  | 5  | 5  | 5  | 5  | 5  | 6  | 5  |

Helyszín: O = Otthon; I = Idegenben. Eredmény: GY = Győzelem; D = Döntetlen; V = Vereség.

### Magyar kupa
4. forduló
| 2006. október 25. 13:30 |

| Soroksár SC                                                | 2 – 3       | Vasas                |
| ---------------------------------------------------------- | ----------- | -------------------- |
| Havrán Hidvégi Baranyai 30' Vass 40′ Hegedűs 53' Hajdú 69' | Jegyzőkönyv | Lázok 90+1' Odrobéna |

|  |

Nyolcaddöntő
| 2006. november 8. 18:00 |

| Vasas                   | 2 – 1       | Dunakanyar-Vác             |
| ----------------------- | ----------- | -------------------------- |
| Nagy 40' Bali Fehér 63' | Jegyzőkönyv | Szabó Gáspár 17' Sinkó 88' |

| Illovszky Rudolf Stadion, Budapest |

| 2006. november 22. 18:00 |

| Dunakanyar-Vác     | 1 – 1 | Vasas           |
| ------------------ | ----- | --------------- |
| Laskai Svintek 28' |       | Pandur Kiss 74' |

| Ligeti Stadion, Vác |

Negyeddöntő
| 2007. március 22. |

| Ferencváros | 0 – 2               | Vasas                                                             |
| ----------- | ------------------- | ----------------------------------------------------------------- |
| Lipcsei 30' | (0 – 1) Jegyzőkönyv | Németh 26' Kenesei 79' Bali 12' Pintér 19' Odrobéna 33' Lázok 88' |

| Üllői út, Budapest Nézőszám: 11 000 Játékvezető: Kassai Viktor (magyar) |

| 2007. április 4. |

| Vasas                      | 2 – 3               | Ferencváros                                      |
| -------------------------- | ------------------- | ------------------------------------------------ |
| Kenesei 16' 39' Pintér 37' | (2 – 0) Jegyzőkönyv | Lazić 55' (11-esből) Dragóner 78' Tököli 79' 44' |

| Illovszky Rudolf Stadion, Budapest Nézőszám: 5 000 Játékvezető: Arany Tamás (magyar) |

- 4–3-as összesítéssel a Vasas SC jutott tovább.

Elődöntő
| 2007. április 18. 19:00 |

| Budapest Honvéd | 0 – 0               | Vasas                                      |
| --------------- | ------------------- | ------------------------------------------ |
| Ndjodo 72'      | (0 – 0) Jegyzőkönyv | Pintér 45' Pandur 51' Balog 64' Piller 88' |

| Bozsik József Stadion, Budapest Nézőszám: 4 000 Játékvezető: Kassai Viktor (magyar) |

| 2007. április 24. 18:00 |

| Vasas                                    | 1 – 2               | Budapest Honvéd                                                |
| ---------------------------------------- | ------------------- | -------------------------------------------------------------- |
| Németh 45' Pandur 20' Tóth 31' Fehér 71' | (1 – 2) Jegyzőkönyv | Bogdanović 18' Ivancsics 25' Dobos 10' Szabó 70' Mogyorósi 78' |

| Illovszky Rudolf Stadion, Budapest Nézőszám: 4 000 Játékvezető: Solymosi Péter (magyar) |